# リムサウルス
リムサウルス(学名 Limusaurus「泥のトカゲ」の意味)は歯のない草食性の獣脚類恐竜の属の1つである。化石は中国西部、ジュンガル盆地にある石樹溝層（石樹溝累層）のジュラ系上部（オクスフォーディアン）の地層から多数発見されている 。リムサウルスが発見されたことでこの時代アジアと他の大陸との間の接続があり、以前はトゥルガイ海によって妨げられていたと考えられて大陸間の動物相移動が可能であったことが示唆された。
タイプ種は L. inextricabilis で、種小名は「脱出不可能な」と言う意味である。

## 特徴

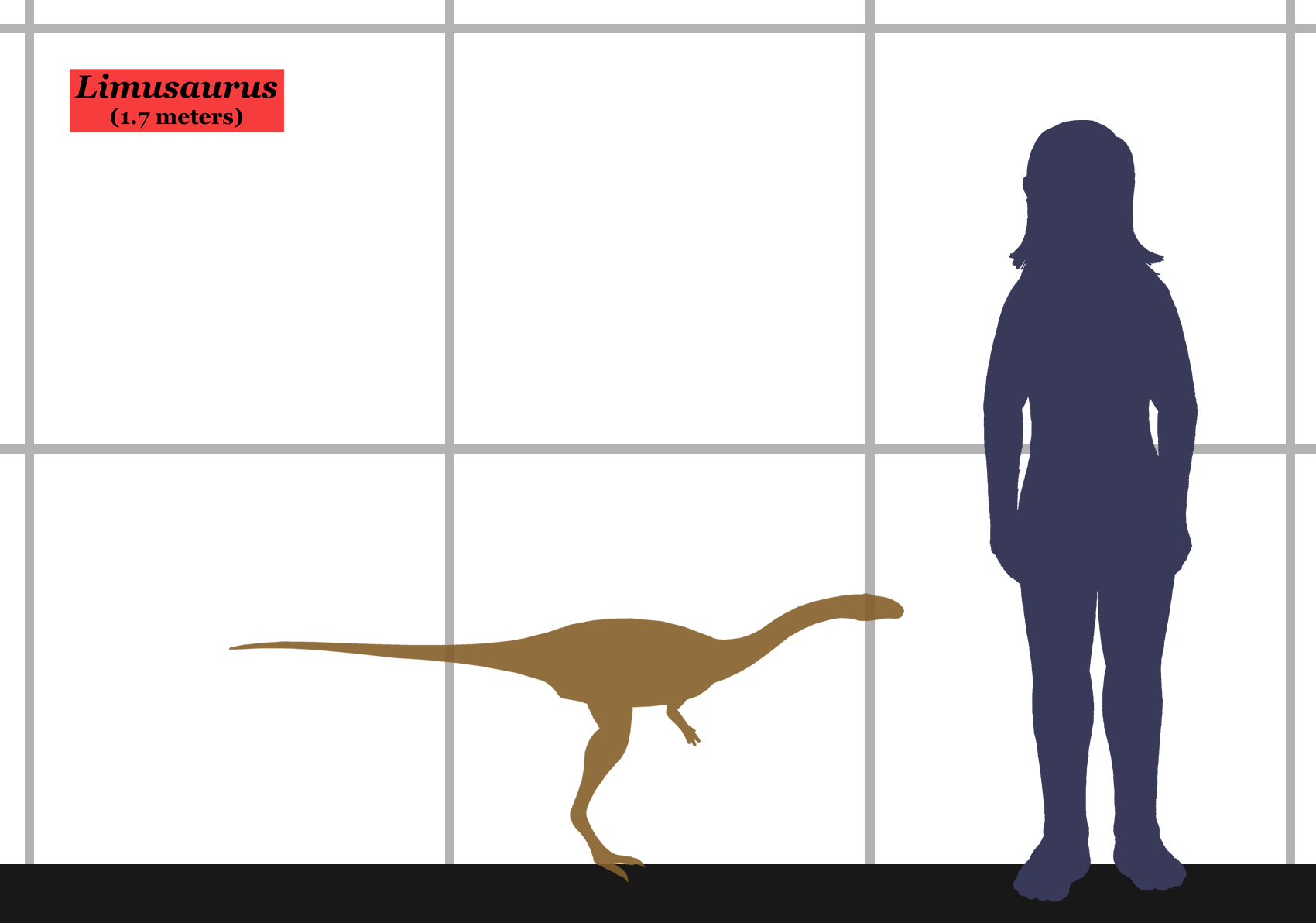
ヒトとの大きさ比較

タイプ種であり現在のところ唯一の種である L. inextricabilis は2009年に徐星、 J. M. Clark, J. Mo, J. Choiniere, キャサリン・フォースター, G. M. Erickson, D. W. E. Hone, C. Sullivan, D. A. Eberth, S. Nesbitt, Q. Zhao, R. Hernandez, C.-K Jia, F.-L. Han, and Y. Guoにネイチャー誌において記載された。現在のところ近接して発見された2個体の亜成体の標本が知られている。ホロタイプ(IVPP)はほぼ完全な関節した骨格であり、もう一方のIVPP V 15924は完全に近い関節した骨格であるが頭部を欠いている。IVPP V 15924はホロタイプよりも15%ほど大きい。また、この種の可能性のある第3の標本としてIVPP V16134がある。骨の癒合具合から判断していずれの標本も亜成体のものである。骨の成長線から推定ではIVPP V 15924の死亡時年齢は6歳である。
小型で華奢な恐竜であり、全長は約1.7 mであった。東アジアで最初に発見された明確なケラトサウルス類であり、また発見されている中では最古のケラトサウルス類でもある。リムサウルスの発見によりアジアの恐竜相がジュラ紀の中期から後期にかけて以前に考えられていたほどには固有化していなかったことが分かり、この時代にアジアと他の大陸との間での接続があったことが示唆される。
石樹溝累層で特に発見されるのは、リムサウルス・イネクストリカビリス（Limusaurus inextricabilis）である。この獣脚類は、くちばしをもち、成熟するにつれて歯が失われる。

## 分類

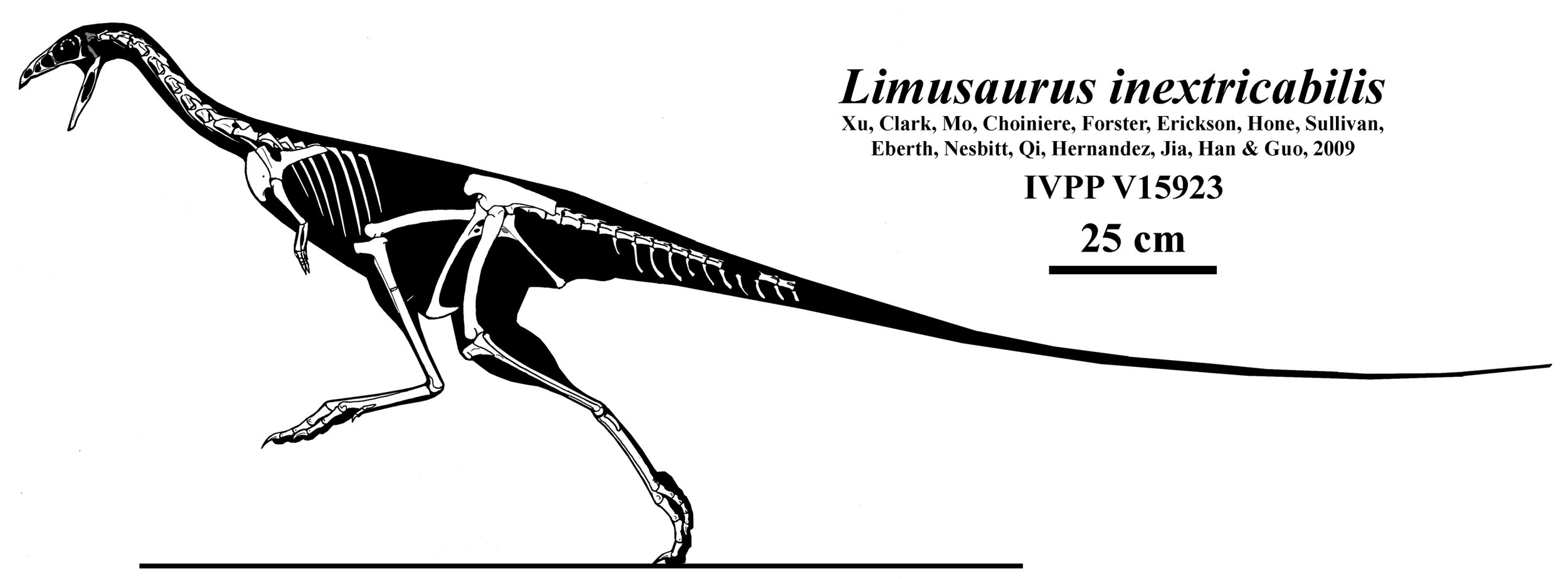
リムサウルスの骨格図

リムサウルスは基部ケラトサウルス類であり、コエロフィシス科やテタヌラ類と多くの特徴を共有している。リムサウルスの特徴からケラトサウルス類とテタヌラ類の両クレード間に近い関係があったこと結論付けられた。
以下に示すクラドグラムはDiego Pol and Oliver W. M. Rauhut, 2012の系統解析に従いリムサウルスの系統上の位置を示したものである。
|  | スピノストロフェウス                                              |
|  |                                                                   |
|  | \| \| リムサウルス \| \| \| \| \| \| エラフロサウルス \| \| \| \| |
|  |                                                                   |
|  | リムサウルス                                                      |
|  |                                                                   |
|  | エラフロサウルス                                                  |
|  |                                                                   |

|  | リムサウルス     |
|  |                  |
|  | エラフロサウルス |
|  |                  |

|  | ケラトサウルス |
|  |                |
|  | ゲニオデクテス |
|  |                |

|  | アベリサウルス上科 |
|  |                    |

|  | ケラトサウルス |
|  |                |
|  | ゲニオデクテス |
|  |                |

|  | アベリサウルス上科 |
|  |                    |

|  | スピノストロフェウス                                              |
|  |                                                                   |
|  | \| \| リムサウルス \| \| \| \| \| \| エラフロサウルス \| \| \| \| |
|  |                                                                   |
|  | リムサウルス                                                      |
|  |                                                                   |
|  | エラフロサウルス                                                  |
|  |                                                                   |

|  | リムサウルス     |
|  |                  |
|  | エラフロサウルス |
|  |                  |

|  | ケラトサウルス |
|  |                |
|  | ゲニオデクテス |
|  |                |

|  | アベリサウルス上科 |
|  |                    |

|  | ケラトサウルス |
|  |                |
|  | ゲニオデクテス |
|  |                |

|  | アベリサウルス上科 |
|  |                    |

|  | スピノストロフェウス                                              |
|  |                                                                   |
|  | \| \| リムサウルス \| \| \| \| \| \| エラフロサウルス \| \| \| \| |
|  |                                                                   |
|  | リムサウルス                                                      |
|  |                                                                   |
|  | エラフロサウルス                                                  |
|  |                                                                   |

|  | リムサウルス     |
|  |                  |
|  | エラフロサウルス |
|  |                  |

|  | ケラトサウルス |
|  |                |
|  | ゲニオデクテス |
|  |                |

|  | アベリサウルス上科 |
|  |                    |

|  | ケラトサウルス |
|  |                |
|  | ゲニオデクテス |
|  |                |

|  | アベリサウルス上科 |
|  |                    |

|  | スピノストロフェウス                                              |
|  |                                                                   |
|  | \| \| リムサウルス \| \| \| \| \| \| エラフロサウルス \| \| \| \| |
|  |                                                                   |
|  | リムサウルス                                                      |
|  |                                                                   |
|  | エラフロサウルス                                                  |
|  |                                                                   |

|  | リムサウルス     |
|  |                  |
|  | エラフロサウルス |
|  |                  |

|  | ケラトサウルス |
|  |                |
|  | ゲニオデクテス |
|  |                |

|  | アベリサウルス上科 |
|  |                    |

|  | ケラトサウルス |
|  |                |
|  | ゲニオデクテス |
|  |                |

|  | アベリサウルス上科 |
|  |                    |

## 生態

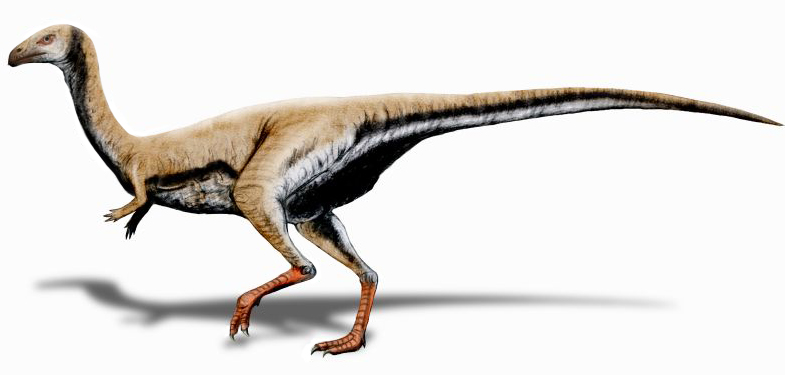
復元図

リムサウルスはいくつかの特徴を他のケラトサウルス類やコエロフィシス科と共有しているものの、このグループの中では独特な特徴もいくつか持っている。例えば歯がなく完全なくちばし(rhamphotheca)になっていた。この構造はそれまで白亜紀のコエルロサウルス類でしか報告されていなかったものである。長い首、短い前肢、細長い後肢を持ち走行能力が高かったことが示唆される。標本の腹部には胃石があり、歯がなかったことから草食性であったことが示唆される。そのため現在のところ最古で最も基部に位置する植物食に適応した獣脚類であると考えられている。リムサウルスは全体的な側面で白亜紀のオルニトミムス科の獣脚類や三畳紀非恐竜主竜類であるエッフィギアに良く似ており、これは主竜類の3つの別のグループ間で起こった平行進化の注目すべきケースである。

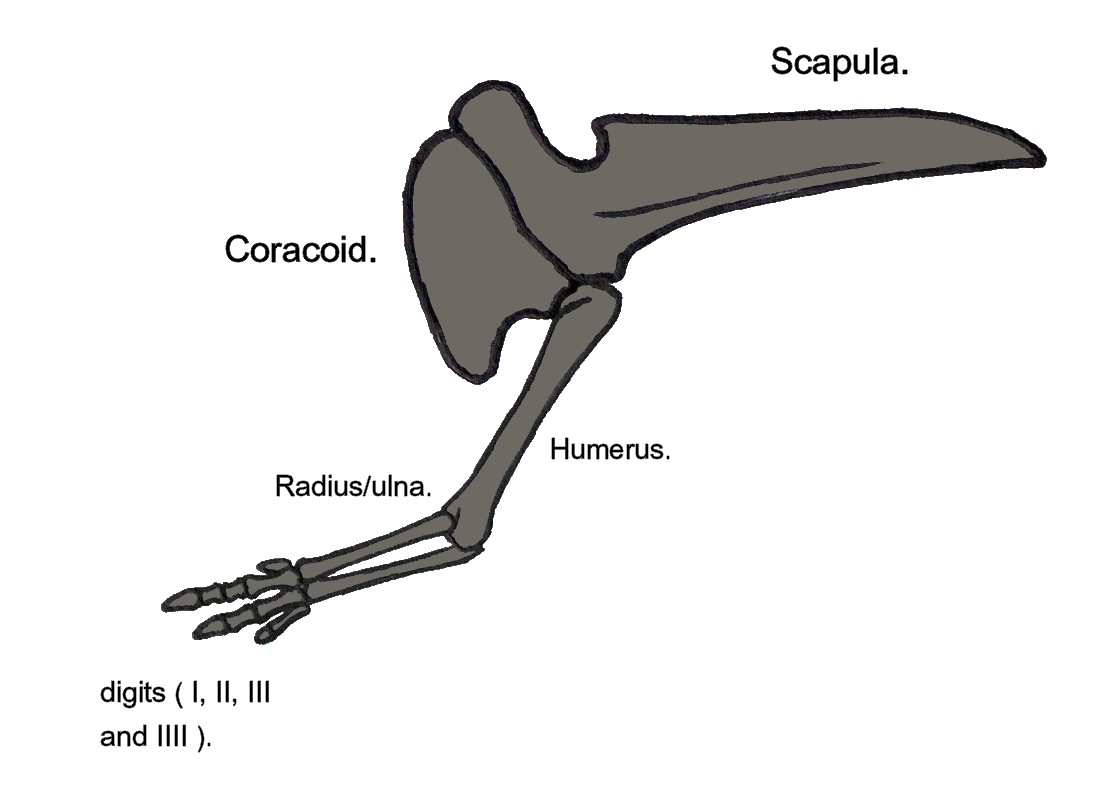
リムサウルスの前肢

リムサウルスは（第1指は著しく縮小しているものの）手に4本の指（第1-第4）を保持しているという点でケラトサウルス類のかなり基部の特徴を持っている。発生学的な研究から鳥類の翼に残る指は中の3本(第2、第3、第4)であるされていることと矛盾するものの、伝統的には恐竜の手から鳥の翼への進化は外側の2本（第4、第5）の消失によって起こったと考えられてきた。リムサウルスの手の構造は第1指が縮小し、第2-第4指が大きく、鳥類を含むテタヌラ類のものと同一である。リムサウルスが発見される以前は、獣脚類はマヌスの尺骨側の指が減少する進化が漸次生じたと推定されていた。この概念は Lateral Digit Reduction (LDR)として知られ、恐竜を含む他の全ての四足動物で一般的に見られる手の両側から指が減少する現象であるBilateral Digit Reduction (BDR)と対象をなす。しかし、リムサウルスでは第1指が著しく縮小しており、他のケラトサウルス類とあいまって、姉妹群であるテタヌラ類でもBDRが起こっていたことが示唆される。以前はテタヌラ類には基部獣脚類と相同で第1-第3指が保持されていると考えられており、LDR仮説が信じられていた。しかし、リムサウルスでのBDRの証拠は他の非鳥類獣脚類にもBDRが生じ、テタヌラ類の第1－第3指も実際には第2-第4指である可能性がある。この説は以前にThulbornとHamleyにより提案されていたものの古生物学界では広範に無視されていた。
リムサウルスによって興味深い可能性がもたらされたにもかかわらず、古生物学者がテタヌラ類の指を第1、第2、第3指と呼称するのをやめて第2、第3、第4指と呼称するようにはなりそうもない。形態上の形質としてはこれらの指は他の獣脚類の第1、第2、第3指と同じであるためである。またBDRがケラトサウルス類では生じたものの、テタヌラ類では生じなかった可能性も残されている。鳥類の翼についての発生学では指の同一性について近年の遺伝子発現と実験データから示唆されるホメオティックフレームシフトにより説明されている。

## 関連
- Timeline of ceratosaur research
- 2009 in paleontology

## 参照
1. 1 2  “恐竜もカエルも呑み込んだ「死の落とし穴」、350万個の化石が発見される”. forbesjapan.com. 2025年4月11日閲覧。
2. ↑  New dinosaur gives bird wing clue. BBC News, June 17, 2009.
3. 1 2 3 4 5  Xu, X., Clark, J.M., Mo, J., Choiniere, J., Forster, C.A., Erickson, G.M., Hone, D.W.E., Sullivan, C., Eberth, D.A., Nesbitt, S., Zhao, Q., Hernandez, R., Jia, C.-K., Han, F.-L., and Guo, Y. (2009). "A Jurassic ceratosaur from China helps clarify avian digital homologies." Nature, 459(18): 940–944. doi:10.1038/nature08124
4. ↑  Diego Pol & Oliver W. M. Rauhut (2012). “A Middle Jurassic abelisaurid from Patagonia and the early diversification of theropod dinosaurs”. Proceedings of the Royal Society B: Biological Sciences 279 (1804):  3170–5. doi:10.1098/rspb.2012.0660. PMC 3385738. PMID 22628475.
5. ↑  Thulborn, R.A. and Hamley, T.L. (1982). "The reptilian relationships of Archaeopteryx." Aust. J. Zool., 30: 611–634.
6. ↑  Vargas AO, Wagner GP, and Gauthier JA. Limusaurus and bird digit identity. Available from Nature Precedings  (2009)